# Carreira (Vila Nova de Famalicão)
Carreira ist ein Ort und eine ehemalige Gemeinde (Freguesia) im Norden Portugals.
Carreira gehört zum Kreis Vila Nova de Famalicão im Distrikt Braga. Die Gemeinde hatte eine Fläche von 2,2 km² und 1667 Einwohner (Stand 30. Juni 2011).
Am 29. September 2013 wurden die Gemeinden Carreira und Bente zur neuen Gemeinde União das Freguesias de Carreira e Bente zusammengeschlossen. Carreira ist Sitz dieser neu gebildeten Gemeinde.